# Джоомарт Оторбаев
Джоомарт Каипович Оторбаев е киргизстански политик, министър-председател на Киргизстан от 25 март 2014 г. до 25 април 2015 г. Той заменя на поста подалия оставка Жанторо Сатибалдиев.

## Биография
Джоомарт Оторбаев е роден на 18 август 1955 г. във Фрунзе, КССР. През 1978 г. завършва Ленинградския държавен университет със специалност физик-математик.
От 1981 до 2005 г. е старши научен сътрудник в Киргизката академия на науките. От 1985 до 1996 г. е преподавател в Киргизкия държавен университет. От 2001 до 2004 г. е специален представител на президента по въпросите на международните инвестиции. От 2002 до 2005 г. е вицепремиер на Киргизстан по икономическите въпроси. От 5 март 2014 г. е министър-председател на Киргизстан.
Женен е и има пет деца. Президент е на Киргизкия Ротари клуб. Основател и издател на седмичника „The Times of Central Asia“. Владее киргизки, руски и английски език.

## Социална политика
Джоомарт Оторбаев иска да се въведе постоянен контрол на цените на въглищата за населението, за да не се допусне манипулиране на цените на пазарите. Ситуацията в Киргизстан за есенно-зимния сезон 2014/15 г. е много тежка и енергетиката на страната е пред криза, заради малкото валежи през годината. Правителството иска да се намали с 30% лимита на потребление на електроенергията и да се изключат за зимния сезон всички видове системи за отопление ползващи електричество.